# Université municipale de langues étrangères de Kobe
L'université municipale de langues étrangères de Kobe (神戸市外国語大学, Kōbe-shi gaikokugo daigaku), KCUFS (神戸外大, Kōbe gaidai) en abrégé, est une université municipale située dans le quartier Gakuen-higashimachi, arrondissement de Nishi-ku de la ville de Kobe.